# Большаков, Геннадий Арсентьевич
Геннадий Арсентьевич Большаков (5 сентября 1961, Красный Вазан, Шемуршинский район, Чувашская АССР — 22 апреля 2017, Чебоксары) — российский актёр. Заслуженный артист Российской Федерации (2006). Лауреат Государственной премии Российской Федерации в области литературы и искусства (2003).

## Биография
Окончил Московское театрально училище имени М. С. Щепкина при Малом театре в 1983 году по курсу профессора В. К. Смирнова.
С 1983 работал актёром Чувашского государственного академического драматического театра им. К. В. Иванова.

## Память
Похоронен в зоне почётных захоронений Яушского кладбища города Чебоксары.

## Награды и звания
- Заслуженный артист Российской Федерации (2006),
- лауреат Государственной премии Российской Федерации в области литературы и искусства (2004),

- Заслуженный артист Чувашской АССР (1991),
- Народный артист Чувашской Республики (1998),
- лауреат Государственной премии Чувашской Республики в области литературы и искусства (1999),

- Премия Международного фестиваля театров тюркских народов «Туганлык» (1991) и «Науруз» (2002)[2].